# 石碇堡
石碇堡，是台灣北部自清治時期至日治初期的一個行政區劃，其範圍包括今新北市的汐止區、平溪區全部，瑞芳區南部，以及基隆市七堵區，暖暖區全部，安樂區南部。
石碇堡西邊為大加蚋堡、芝蘭一堡，北邊為金包里堡、基隆堡，東邊為三貂堡，南邊為文山堡。

## 管轄街庄
石碇堡共轄32個街庄：
- 今汐止區境內：水返腳街、保長坑庄、鄉長厝庄、什三份庄、橫科庄、康誥坑庄、白匏湖庄、樟樹灣庄、北港庄、社後庄、叭嗹港庄、鵠鵠崙庄、茄苳腳庄、石硿仔庄、姜仔藔庄
- 今七堵區境內：瑪陵坑庄、友蚋庄、鶯歌石庄（部分）、五堵庄、六堵庄、七堵庄、八堵庄（部分）、草濫庄
- 今安樂區境內：港口庄、鶯歌石庄（部分）
- 今暖暖區境內：暖暖街、碇內庄、八堵庄（部分）
- 今瑞芳區境內：𫙮魚坑庄、四腳亭庄、大坑埔庄、三瓜仔庄
- 今平溪區境內：什份藔庄、石底庄